# Tod Highway
Der Tod Highway ist eine Fernstraße im Süden des australischen Bundesstaates South Australia. Er verbindet den Eyre Highway in Kyancutta mit dem Flinders Highway nordwestlich von Port Lincoln an der Spitze der Eyre-Halbinsel.
Die Straße teilt die Eyre-Halbinsel in der Mitte und wurde nach Robert Tod, der die Gegend 1839 erforschte, benannt.

## Verlauf
Der Tod Highway zweigt in Kyancutta vom Eyre Highway (NA1) nach Süden ab und führt vornehmlich durch landwirtschaftlich genutztes Gebiet, in dem Weizen und Gerste angebaut und Schafe gezüchtet werden. Erste Stadt an der Route ist Lock in der Mitte der Halbinsel, wo der Birdseye Highway (B91) kreuzt. Weiter verläuft der Tod Highway nach Süden, durch die Stadt Cummins, bis sie 21 km nordwestlich von Port Lincoln auf den Flinders Highway (B100) trifft.

## Straßenzustand
Der Tod Highway ist auf seiner gesamten Länge befestigt und zweispurig ausgebaut.